# Dacelo tyro
Dacelo tyro là một loài chim trong họ Alcedinidae.